# La Licorne (bande dessinée)
Pour les articles homonymes, voir La Licorne.
La Licorne est une série de bande dessinée.
- Scénario : Mathieu Gabella
- Dessin et couleurs : Anthony Jean

## Résumé
Durant la seconde moitié du XVIe siècle, plusieurs anatomistes réputés meurent dans d'étranges conditions. Ambroise Paré, chirurgien du roi, prend connaissance de l'un de ces cas et commence à enquêter sur les circonstances de cette mort. En cherchant à comprendre, il va découvrir des choses qui dépassent l'entendement et pourraient bouleverser l'Histoire...

## Albums
Entre parenthèses, les chiffres de ventes librairies/grandes surfaces en France
- 2006 - Tome 1 : Le Dernier Temple d'Asclépios (14 000+)
- 2008 - Tome 2 : Ad Naturam (9 000+)
- 2009 - Tome 3 : Les Eaux Noires de Venise
- 2012 - Tome 4 : Le Jour du Baptême

## Publication

### Éditeurs
- Delcourt (Collection Machination) : Tomes 1 à 4 (première édition des tomes 1 à 4, de 2006 à 2012), puis intégrale en un seul volume (2014).